# Estoy pensando en ti
Estoy pensando en ti es una obra de teatro en un acto de José López Rubio, estrenada en 1950.

## Argumento
Monólogo en el que un único personaje llamado Juan intercala conversaciones telefónicas con su secretaria y conversaciones mentales con su novia. Al final de la pieza, aparece la secretaria y se descubre que tal novia no existe

## Estreno
- Teatro Español. Madrid, 23 de mayo de 1950.
  - Intérpretes: Guillermo Marín y María Jesús Valdés.